# Badchen

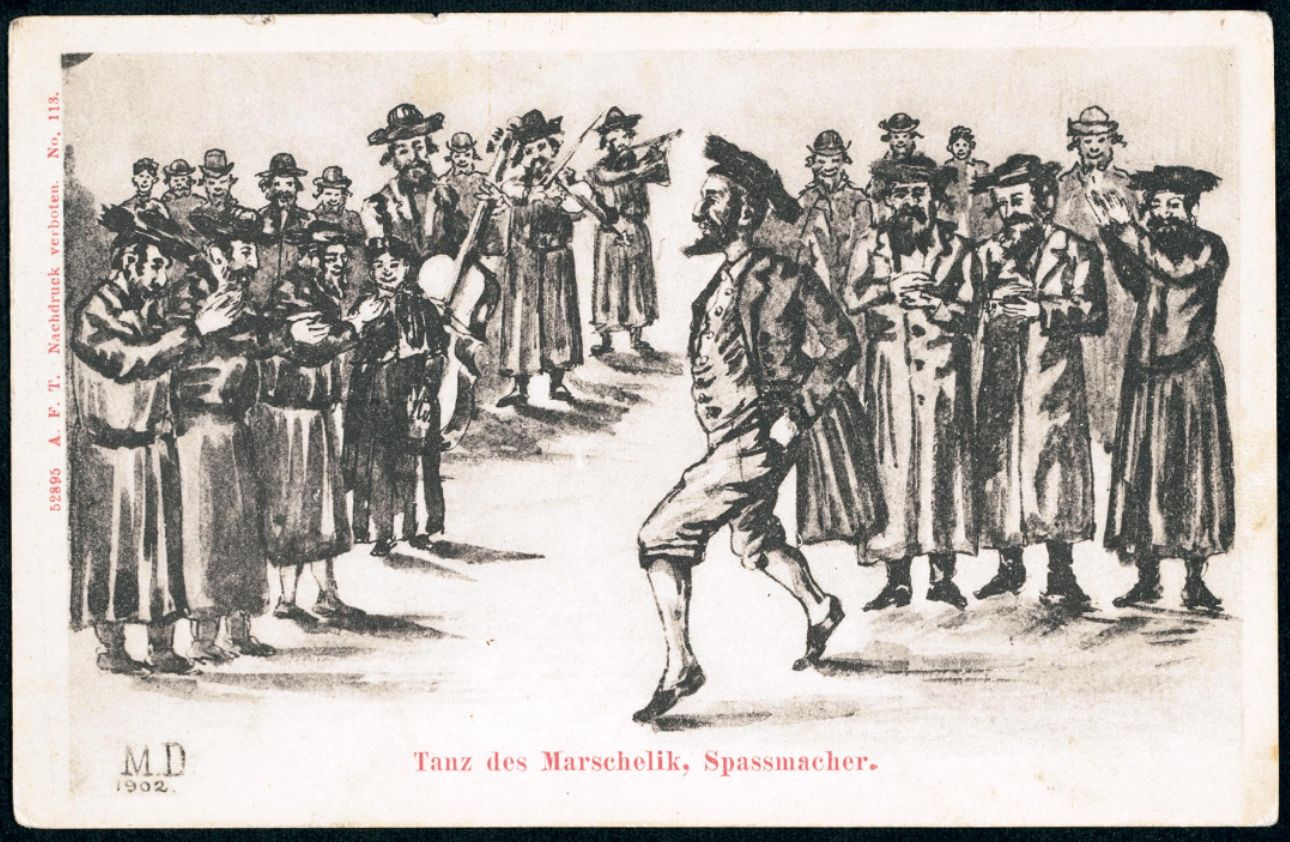
Danza del marschelik, en una boda jasídica (postal de 1902).

Un badchen o badkhn (en yidis: בּדחן‎) es un tipo de animador de bodas, recitador, comediante sacro y maestro de ceremonias judío asquenazí originario de Europa del Este, con una historia que se remonta al menos al siglo XVII. El badchen era una parte indispensable de la boda judía tradicional en la Europa del Este que guiaba a los novios a través de las etapas de la ceremonia, actuaba como maestro de ceremonias y cantaba para los novios y los suegros con el acompañamiento de músicos klezmer. También tenían un papel tradicional en festividades como Janucá o Purim. Hoy perviven principalmente en las comunidades jasídicas.

## Historia y descripción
Hay una larga historia de animadores en las bodas judías que se remonta a la época talmúdica (medieval). El papel tradicional del badchen de Europa del Este evolucionó a partir de los más antiguos animadores de bodas judíos medievales y posteriores, como los lets (לץ) o marshalik (מאַרשעליק ), tomando esta nueva forma reconocible en la Polonia del siglo XVII. (Algunas fuentes usan los términos badchen, lets y marshalik indistintamente, mientras que otras los tratan como distintos). El tipo anterior del marshalik guiaba las ceremonias de boda de una manera más seria, pero el badchen convirtió el papel en el de un comediante moralista con información religiosa. En este papel, también se recurrió a los juglares y maguids yiddish, artistas ambulantes, en los siglos XV y XVI.
Se esperaba que el badchen generara energía festiva antes y después de la ceremonia, y también que llevara a los invitados en la transición a un tono más serio inmediatamente antes de la ceremonia formal. Hablaba y cantaba pareados, entretejiendo referencias al Talmud y al Tanaj, además de hacer comentarios sarcásticos sobre la vida contemporánea.
El papel del badchen también era guiar a los novios a través de las diversas etapas rituales de la boda tradicional. Esta a menudo comenzaba con una procesión festiva por las calles hasta la casa de la novia, con el acompañamiento de la banda klezmer y ocasionalmente el badchen. A continuación se llevaría a cabo otra procesión acompañándola hasta la casa del novio donde se llevaría a cabo la boda. Las siguientes etapas a menudo se enfocaban en la novia. En varios lugares, esta fase se llamaría bazetsn di kale (el asiento de la novia), kale bazingn (canto para la novia) o kale badekns (velo nupcial), donde los badchen cantaban pareados puntuados con el acompañamiento de los músicos klezmer. Estos pareados incluirían descripciones de las responsabilidades de una esposa que la joven iba a asumir combinadas con frases como "kalenyu, kalenyu, veyn, veyn, veyn" (oh querida novia, llora, llora, llora). 
Luego, la orquesta klezmer escoltaría a la pareja al patio de la sinagoga para la parte legal de la ceremonia. La siguiente etapa en la que intervenía era la danza mazltov o mitzvah donde el badchen llamaba a cada mujer presente para abrazar a la novia, y hacía que los hombres bailaran simbólicamente con la novia a través de un pañuelo u otras formas rituales para anunciar a los invitados de honor. Los badchen también cantaban coplas más alegres durante el banquete de boda.
Aparte de las bodas, los badchen también tuvieron tradicionalmente funciones en otras ceremonias o festividades, como Janucá o Purim, y para el Brit Milá (circuncisión).
Con el auge de la urbanización y la Haskalá, el papel de los badchen (y sus socios, los músicos klezmer) perdió importancia en la vida judía a finales del siglo XIX. Algunos críticos culturales modernos de principios del siglo XX incluso despreciaron su forma de arte, como Saul M. Ginsburg y Pesach Marek, quienes llamaron al badchen un "simple manipulador del estado de ánimo en las bodas" que "se merecía mucho el bajo estatus que se le otorgaba en la sociedad". Judah Leib Cahan dijo que su humor arcano contribuyó a la "atmósfera seca" de la vida judía pequeñoburguesa.

## Badchencontemporáneos
Hoy en día, la tradición de los badchens sobrevive principalmente en las comunidades jasídicas. La tradición moderna fue desarrollada en gran medida por Chaim Menachem Mermelstien (nacido en 1920 en Munkacz, fallecido el 7 de noviembre de 1985 en la ciudad de Nueva York), considerado el padre del badchonus moderno.[cita requerida] Rav Shlomo Yaakov Gelbman (1953–2015) fue otro badchen e historiador moderno en la comunidad de Satmar. Otros animadores conocidos incluyen a Yankel Miller y Yoel Lebowits.

## Cultura popular
Varias formas de entretenimiento judío moderno que surgieron en el siglo XIX fueron creadas por antiguos badchens, o se basaron en aspectos de la tradición, incluida la canción en yiddish, la poesía en yiddish, el teatro en yiddish y los broderzingers. El llamado "padre de la poesía yiddish", Eliakum Zunser, fue un antiguo badchen. Las canciones satíricas en yiddish de finales del siglo XIX también se basaron en la tradición del badchen, especialmente en su uso y parodia de la música litúrgica, y muchos artistas pioneros de grabaciones en yiddish de principios del siglo XX fueron antiguos badchens, incluido Solomon Smulewitz y Frank Seiden. Además, un género temprano de música grabada en yiddish incluía parodias de las representaciones tradicionales de badchen por parte de actores del teatro yiddish como Gus Goldstein, Julius Guttman, Molly Picon, H. I. Reissmann, y los ya mencionados Seiden y Smulewitz.
Con el renacimiento del klezmer a fines de la década de 1970 y principios de la de 1980, hubo un interés renovado en el canto al estilo badchen entre las orquestas klezmer. La banda de revival Kapelye incluyó canciones de ese estilo en sus álbumes Future And Past (1981) y Kapelye's Chicken (1987). El grupo Budowitz, en su intento de recrear el sonido de una boda judía del siglo XIX, también incluyó actuaciones al estilo badchen en sus álbumes Mother Tongue (1997) y Wedding Without a Bride (2000).